# Byrrhus bermani
Byrrhus bermani is een keversoort uit de familie pilkevers (Byrrhidae). De wetenschappelijke naam van de soort is voor het eerst geldig gepubliceerd in 1990 door Korotyaev.